# Bjarnarfjörður nyrðri
Bjarnarfjörður nyrðri (isl. nördlicher Bärenfjord) ist ein Fjord in den Westfjorden von Island.
Er liegt zwischen den Buchten Skjaldabjarnarvík (liegt nordwestlich) und Drangavík (liegt östlich). 
Der Fjord ist etwa 1 km breit und ragt 4,5 km weit in das Land. 
Der Bjarnarfjörður ist lange verlassen. Früher gab es hier zwei kleine Höfe. 
Die Überreste von einem Torfhof konnten 1955 ausgegraben werden. 
Man sagt, dass hier der Geächtete Fjalla-Eyvindur (im 18. Jahrhundert) einen Unterschlupf fand.
Ein Hof namens Fornasel lag in der Bucht Fornaselsvík. 
Im Fjord gibt es viele Seehunde. 
Aus dem Schmelzwasser des Drangajökull wird die Bjarnarfjarðará gespeist, die durch das Tal hinter dem Fjord strömt und in ihn mündet.
Ein weiterer Bjarnarfjörður liegt etwa 55 km südlich in der Nähe von Hólmavík.